# 이수민 (1996년)
이수민(1996년 7월 30일 ~)은 대한민국의 영화배우다.

## 방송
- 슈퍼스타K 5 (2013) - Top10(10위)
- 수상한 파트너 (2017)
- 라이브 (2018)
- D.P. (2021) - 미술선생님 역

## 영화
- 가리워진 길 (2017) - 조연
- 메피스토 (2020) - 이지연 역